# Brück & Sohn
Brück & Sohn war ein deutscher Kunstverlag, der 1793 im sächsischen Meißen gegründet wurde. Er war einer der weltweit ältesten Ansichtspostkartenverlage und befand sich über sieben Generationen im Familienbesitz. Die Geschäftstätigkeit wurde 2019 eingestellt, die Rechte an verschiedenen Produkten (darunter alle Adventskalender) wurden vom Bad Berkaer Verlag Olewinski&Tochter übernommen.

## Geschichte
Der aus Freiberg stammende Buchbinder Carl Friedrich August Brück (1766–1833) gründete nach bestandener Meisterprüfung am 8. Oktober 1793 und Aufnahme in die Meißner Buchbinderinnung sein eigenes Unternehmen. Da die Arbeit als Buchbinder nicht ausreichte, beschäftigte sich Brück mehr mit dem Handel von Papierwaren, Kalendern, Bildern und Schriften. Ab 1801 war er auch verlegerisch tätig und gab kleine Gelegenheitsschriften von regionaler Bedeutung heraus. Für seinen jährlich verlegten „Königlich Conzessionierter historisch-statistischer Landwirtschafts- und Geschichtskalender“ erhielt Brück 1819 eine Verlagslizenz der Königlich-Sächsischen Landesregierung. Das damalige Sortiment umfasste außerdem Christliche Literatur und Märchenbücher. Die Buchbinderwerkstatt und der Verlag befanden sich bereits damals im heutigen Haus der Firma Brück & Sohn. Dank des finanziellen Erfolgs konnte C. F. A. Brück das Haus 1822 kaufen. Er erwarb schon 1793 das Meißner Bürgerrecht und heiratete Johanna Bähnisch. Der Ehe entstammen sechs Kinder.
Karl August Brück (1797–1877), genannt Friedrich August Brück, entschied sich wie sein Vater für eine Buchbinder-Lehre. Im Jahr 1818 stieg er in den väterlichen Betrieb ein. K. A. Brück erwarb 1819 das Meisterrecht und wurde Bürger der Stadt Meißen. Er erweiterte das Sortiment der Firma erheblich und betrieb es als „Papier-, Buchbinder- & Galanterie-Waaren-Handlung“. Um die Weihnachtszeit fanden in den Geschäftsräumen vielbeachtete „Weihnachts-Ausstellungen“ statt. Karl August Brück engagierte sich gesellschaftlich in seiner Stadt und wurde als Vertreter der Handels- und Gewerbetreibenden zum Dritten Ratsmitglied der Stadt Meißen von 1834 bis 1838 und von 1847 bis 1850 und danach zum besoldeten Ratsmitglied auf Lebenszeit gewählt. Aus seiner 1820 geschlossenen Ehe mit Johanna Kahle entstammen drei Kinder.
| Ort           | Land        | Motive |
| ------------- | ----------- | ------ |
| Meißen        | Deutschland | 2973   |
| Karlsbad      | Tschechien  | 1206   |
| Dresden       | Deutschland | 1149   |
| Oberbärenburg | Deutschland | 856    |
| Bad Elster    | Deutschland | 816    |
| Radebeul      | Deutschland | 529    |
| Budapest      | Ungarn      | 500    |
| Freiberg      | Deutschland | 473    |
| Bautzen       | Deutschland | 410    |
| Kamenz        | Deutschland | 362    |
| Danzig        | Polen       | 358    |
| Großenhain    | Deutschland | 351    |

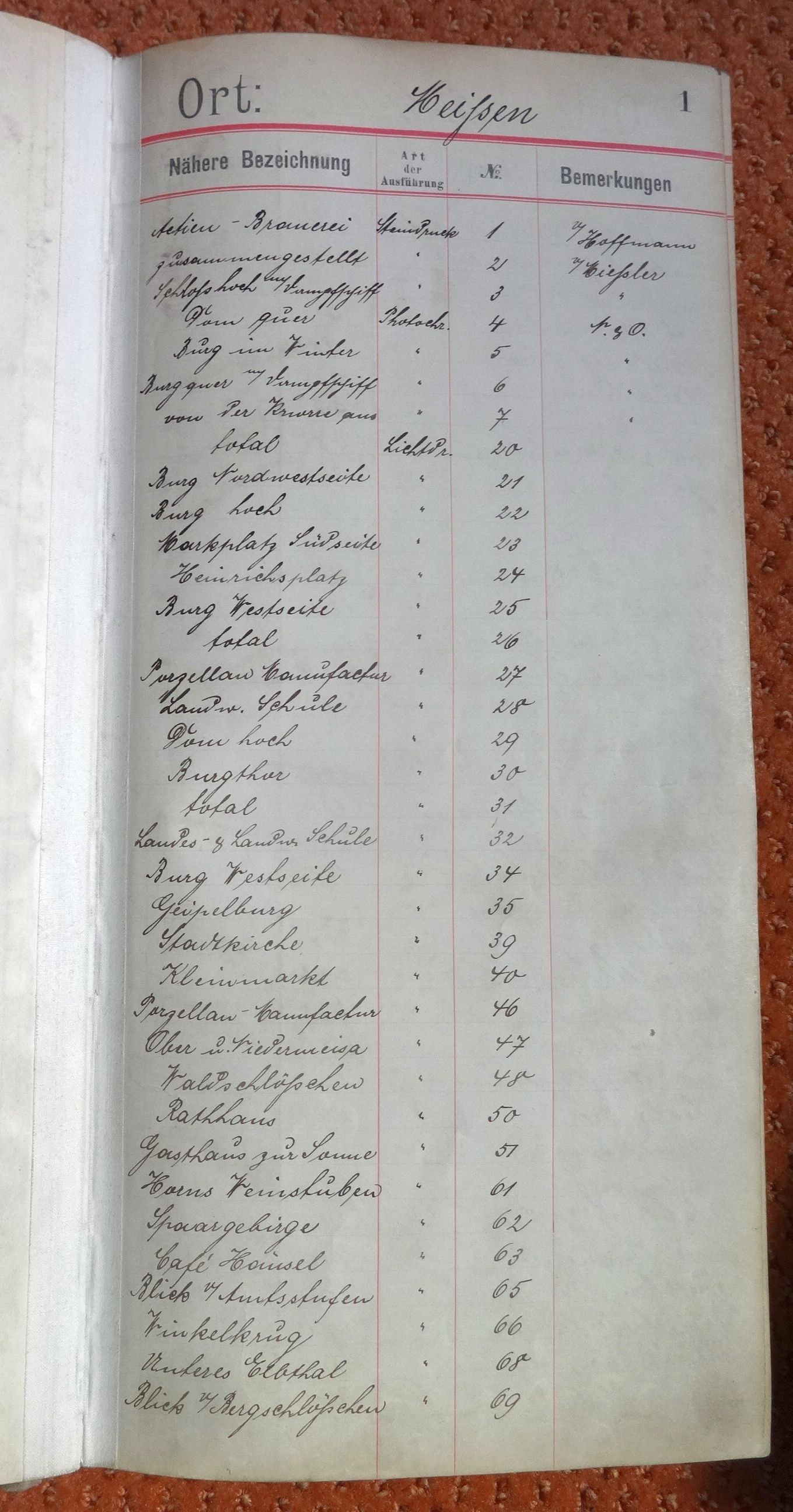
Register der ersten Ansichtskarten
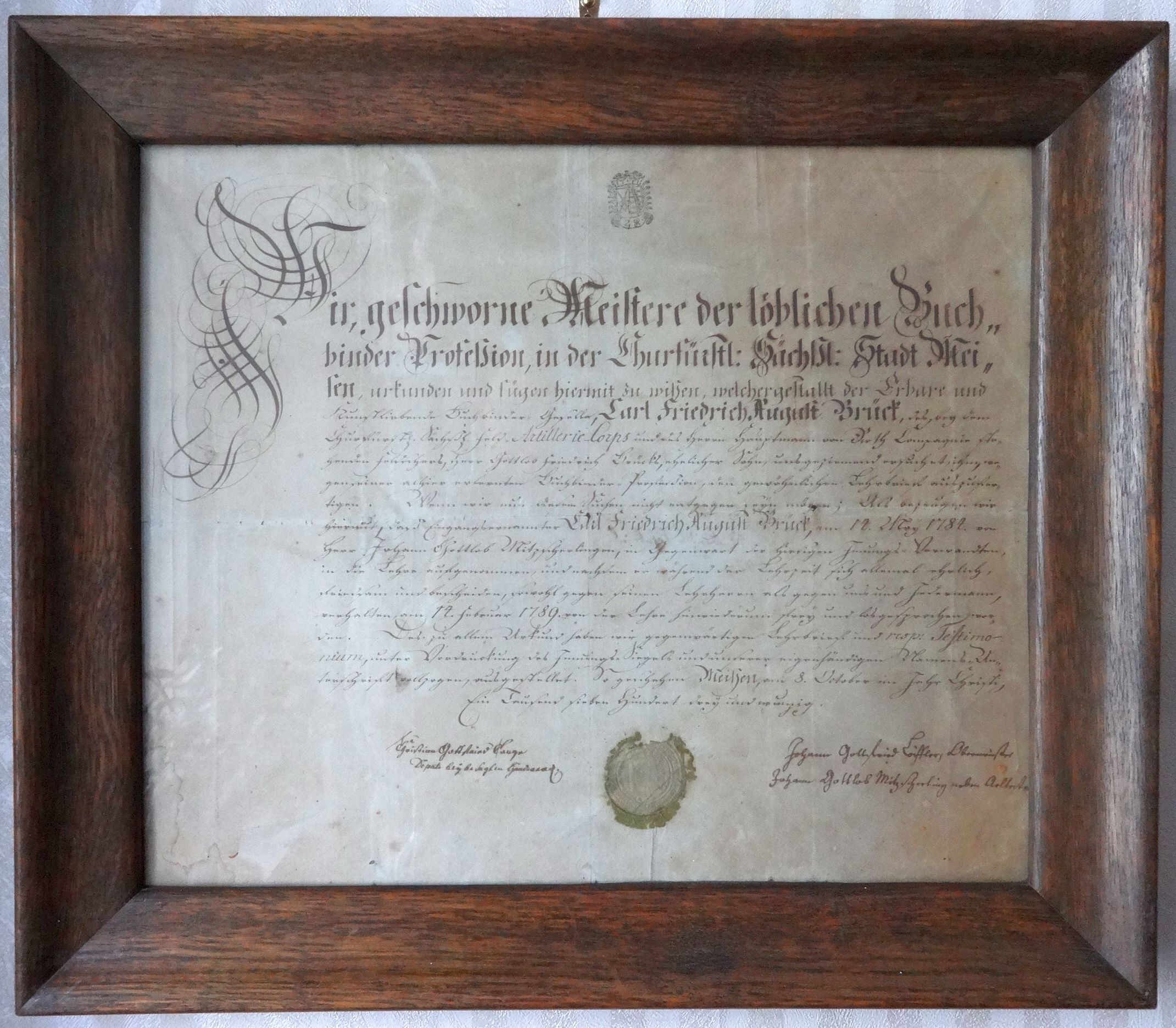
Meisterbrief des Firmengründers Carl Friedrich August Brück
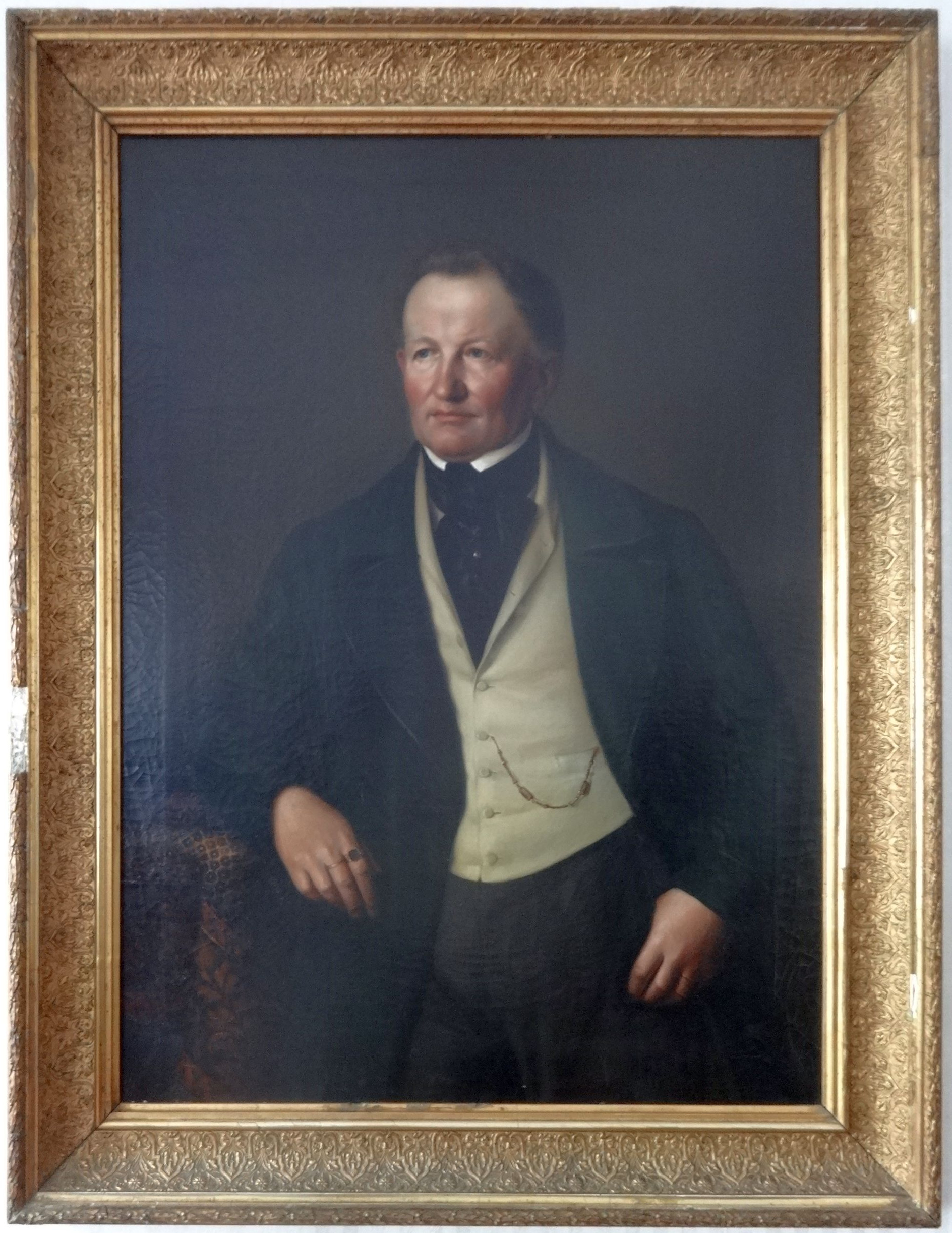
Die zweite Generation: Karl August Brück
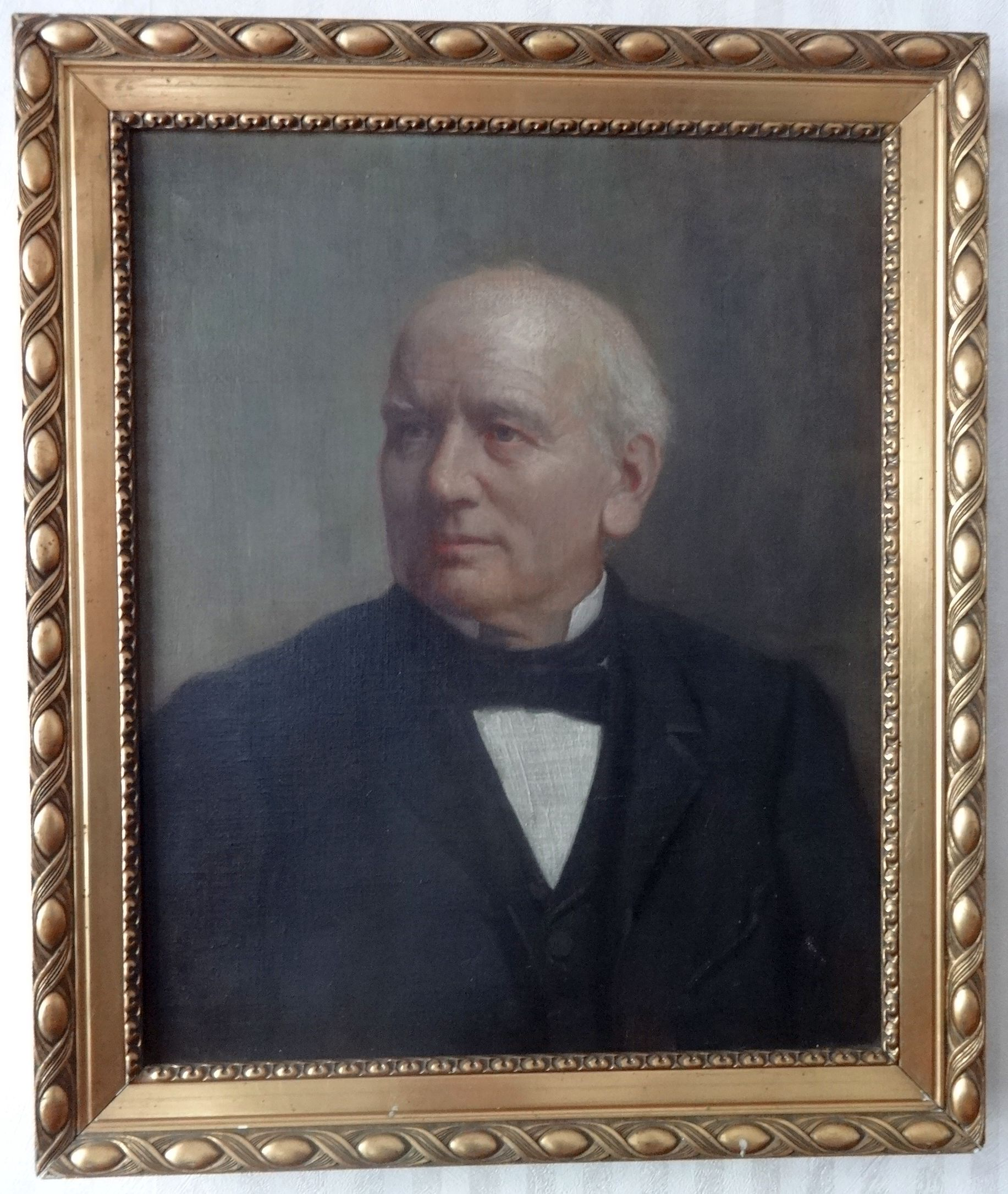
Die dritte Generation: Otto Julius Brück

Otto Julius Brück (1825–1905) erlernte ebenfalls das Buchbinderhandwerk. 1848 stieg er in den Verlag ein, der seitdem unter dem Namen Brück & Sohn firmiert. Dank der Erfindung der Fotografie eroberten Ansichtskarten den Weltmarkt. Auch O. J. Brück begann 1885 als einer der ersten Verleger weltweit, die neuartigen Ansichtspostkarten herzustellen. Auf der ersten Karte wurde ein Meißner Motiv abgedruckt. O. J. Brück war seit 1848 verheiratet und hatte drei Kinder.
Zum hundertjährigen Firmenjubiläum 1893 übernahm Oscar Julius Brück (1855–1920) zusammen mit seinem Bruder Franz Richard Brück (1858–1909) den Verlag. Beide waren erstmals keine Buchbinder, sondern hatten eine kaufmännische Ausbildung absolviert. Die Buchbinderwerkstatt wurde in ein Ladengeschäft mit zwei großen Schaufenstern umgewandelt. Das Haus erhielt mit einer kunstvollen Sandsteinfassade ein stilvolles Erscheinungsbild. Ab 1897 exportierte Brück & Sohn die Karten ins europäische Ausland, nach Nordamerika und Südostasien. Ebenfalls seit 1897 wird ein eigenes Ansichtskartenarchiv gepflegt.
In fünfter Generation übernahm 1920 Wilhelm Helmut Brück (1896–1961), Sohn von Oscar Julius Brück, den Posten als Geschäftsführer. Zusammen mit seinem Bruder Rudolf setzte er vor allem das Ansichtskartengeschäft erfolgreich fort. In der schwierigen Zeit des Ersten Weltkrieges, der Inflation und der Weltwirtschaftskrise wurde Brück & Sohn um einen Großhandel für Papier- und Schreibwaren erweitert. Zwischen 1920 und 1930 brachte W. H. Brück im Durchschnitt 400 neue Kartenmotive pro Jahr heraus. Kurz vor Ende des Zweiten Weltkriegs fiel Rudolf Brück. Da Meißen keine Kriegsschäden erlitten hatte, konnte 1947 der Wiederaufbau des Geschäfts beginnen.
Auch der Sohn von Wilhelm Walter, Dietmar Ernst Albrecht Brück (1927–1997), hatte wie seine Vorfahren eine Ausbildung zum Kaufmann und Verleger abgeschlossen. Ab 1951 war er zunächst Gesellschafter, später auch Inhaber von Brück & Sohn. Er nahm nach dem Krieg das Geschäft mit Ansichtskarten wieder auf und ergänzte es um Glückwunsch-Klapp- sowie Genrepostkarten. Im Jahr 1963 stellte die Firma erstmals auf der Leipziger Mustermesse aus. Daraus entwickelten sich Exportgeschäfte unter anderem nach Nordvietnam und Dänemark. Es entstand die freundschaftliche Geschäftsbeziehung mit dem englischen Unternehmen Celloware. Dahin wurden gegen Devisen ab 1964 Kunstdrucke verkauft. Weiterverarbeitet zu Tabletts wurden diese in 42 Länder der Welt geliefert. Diese Zusammenarbeit bewahrte das Familienunternehmen 1971 vor einer Enteignung während der DDR. 1971 kam es zu einer kurzzeitigen engen Zusammenarbeit mit dem Fotohaus Görtz in Bad Frankenhausen, die dazu führte, dass mehrere Görtz-Karten (u. a. Fernsehturm Kulpenberg/Kyffh., Museum Schloss Moritzburg und Kyffhäuser) bei Brück & Sohn erschienen. Im gleichen Jahr drängte der zentrale DDR-Postkartenverlag, der VEB Bild und Heimat Reichenbach i. V., auf eine gemeinsame Herausgabe der Ansichtskarten auf der Grundlage eines vereinheitlichten Nummernsystems. Diese Zusammenarbeit mit dem Ziel einer Verstaatlichung des Privatbetriebes kam über erste Anfänge im Jahre 1971 nicht hinaus. Bereits 1972 setzte Brück & Sohn die Herausgabe seiner Karten mit den eigenen Nummern fort. Problematisch blieben in Zeiten der Planwirtschaft die begrenzten Papier- und Druckkapazitäten.
In der siebten Generation übernahm erstmals eine Frau die Leitung der Firma: die 1956 geborene Maria Annette Brück. Die gelernte Druckformenherstellerin und Fotografin war seit 1987 Inhaberin von Brück & Sohn. Unterstützt wurde sie durch ihren Mann Helmut Donath (seit 1994 Helmut Brück). Mit der Wende 1989 wurden die Geschäftsbeziehungen zu England eingestellt, der Vertriebsschwerpunkt lag nun im wiedervereinigten Deutschland. Helmut übernahm die Leitung der Firma. Der Laden wurde von 60 auf 220 Quadratmeter über zwei Etagen vergrößert. Die Neueröffnung fand 1992 statt. Räumlichkeiten des Verlags befanden sich zwischen 1994 und 2012 auch im Meißner Ortsteil Buschbad (Lage). Ab 1998 kam ein neuer Schwerpunkt im Verlagsprogramm hinzu: Adventskalender mit historischen Stadtansichten, die auch von Meißner Porzellanmalern gestaltet wurden. Im Jahr 2017 gab die Inhaberin Annette Brück bekannt, den Verlag verkaufen zu wollen. Sie fand aber bis Januar 2019 keinen Käufer, der den Verlag in ihrem Sinne weiterführen wollte. Somit wurde die Arbeit des Verlages nach 226 Jahren am 31. März 2019 eingestellt.

## Ansichtskarten
Nach der ab 1897 erfolgten Nummerierung wurde als Ansichtskartenmotiv mit der Nummer 33.333 eine Aufnahme der Albrechtsburg 110 Jahre später im Jahr 2007 herausgegeben. 99 Prozent der verlegten Postkarten befinden sich heute im Archiv. Der Kunstverlag Brück & Sohn bildete in diesem Zeitraum mehr als 1300 Orte aus 17 Ländern auf einer Ansichtspostkarte ab. Dabei wurden neben klassischen Orts- und Landschaftsansichten in Garnisonsstädten auch militärische Darstellungen angeboten. Für die Geschichtswissenschaften haben diese Fotos, von denen auch einige retuschiert wurden, inzwischen einen dokumentarischen Wert erlangt. Einige Ansichtskartenmotive, die sich im Laufe der Zeit wenig oder kaum verändert hatten, wurden noch knapp 50 Jahre später wiederaufgelegt.

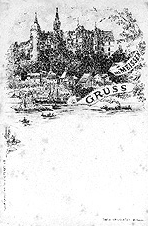
Brück & Sohns erste Ansichtskarte von 1885 mit Meißner Motiv
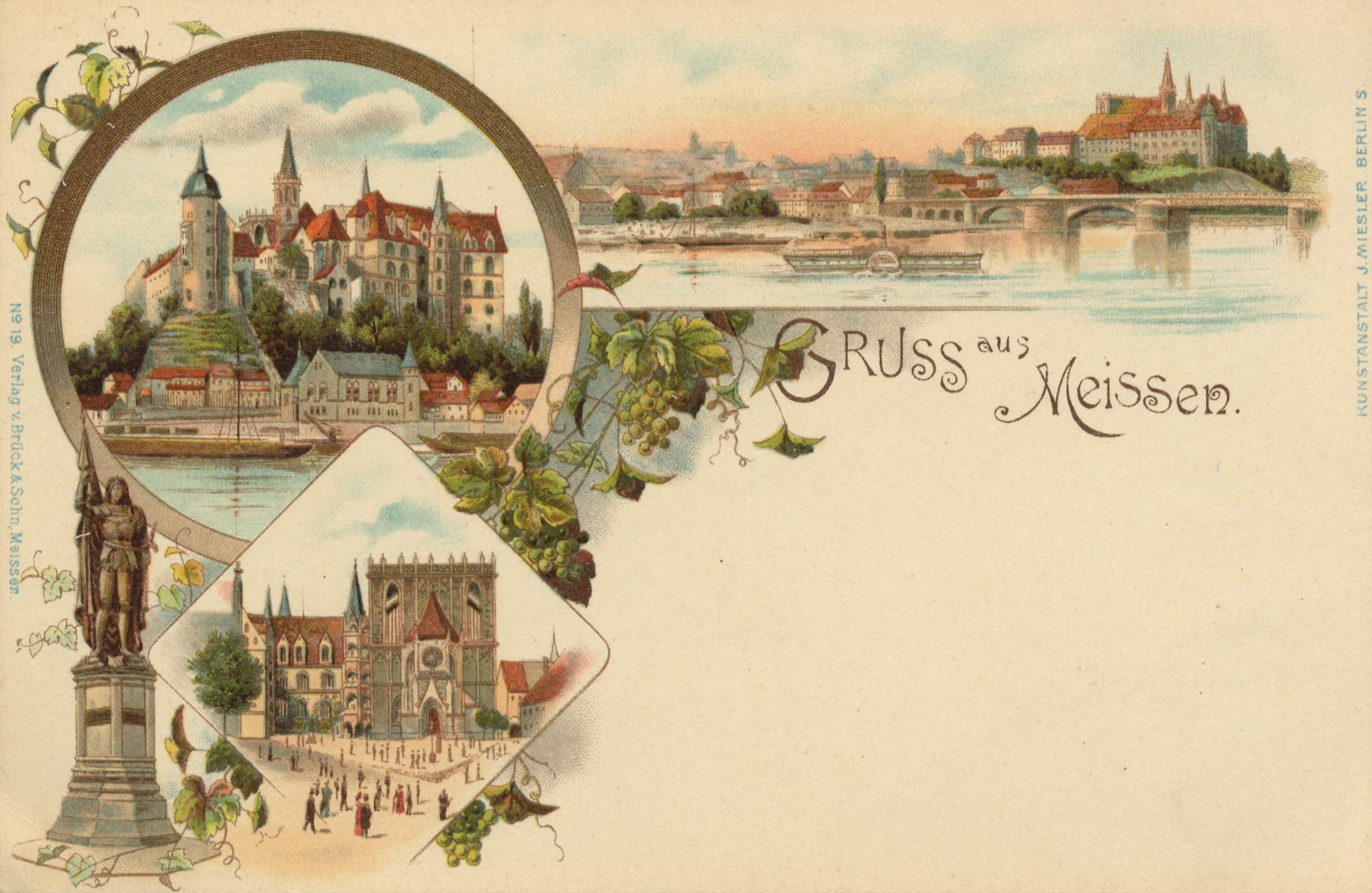
Ansichtskarte Nr. 19 von 1897 mit Ansichten von Meißen, unter Mitwirkung der Kunstanstalt J. Miesler Berlin
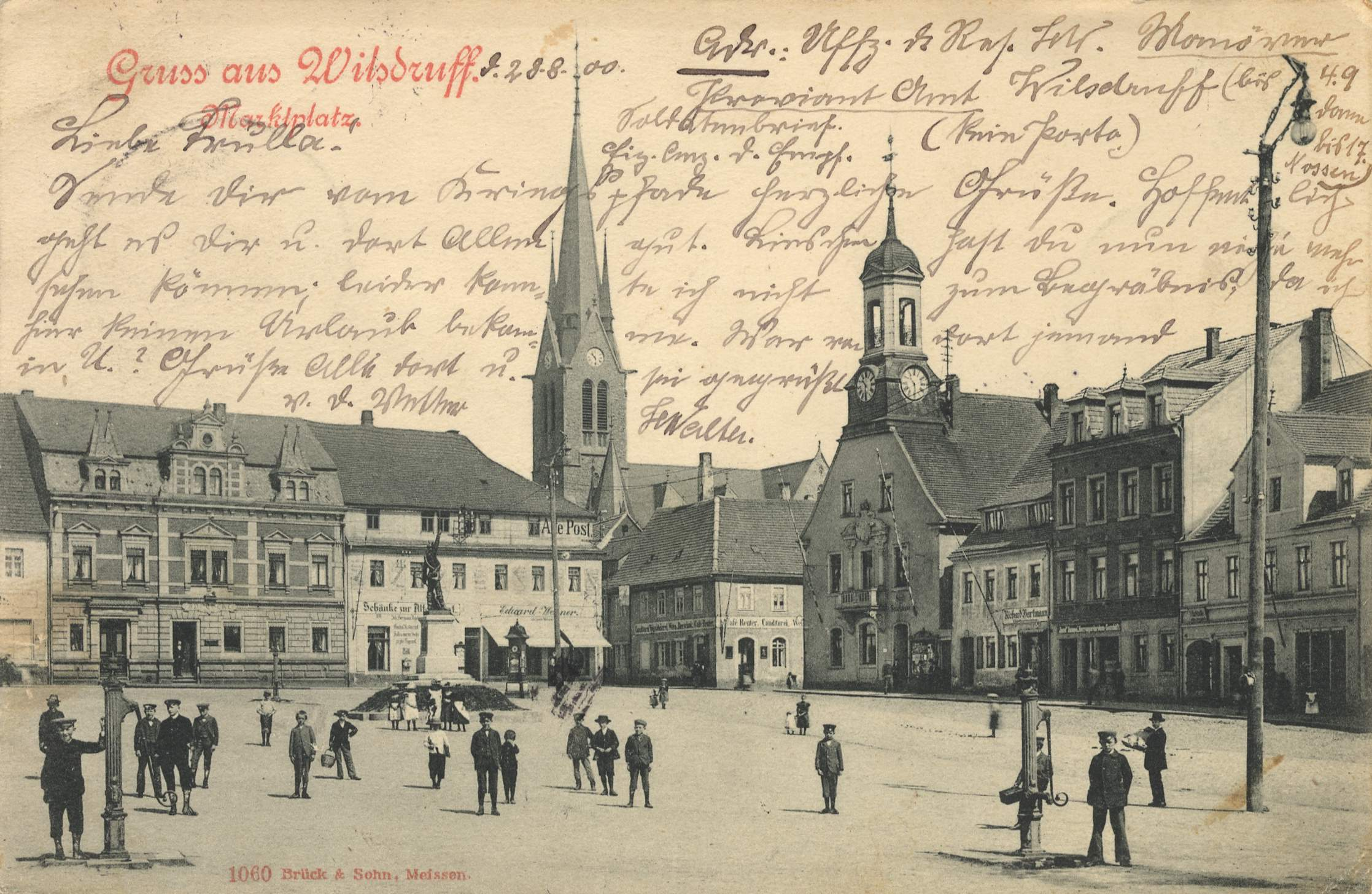
Ansichtskarte Nr. 1060 von 1899 mit dem Marktplatz von Wilsdruff, Bildseite der gelaufenen Karte ist beschrieben
Bildpostkarte um 1900 mit drei Paaren beim Tanz
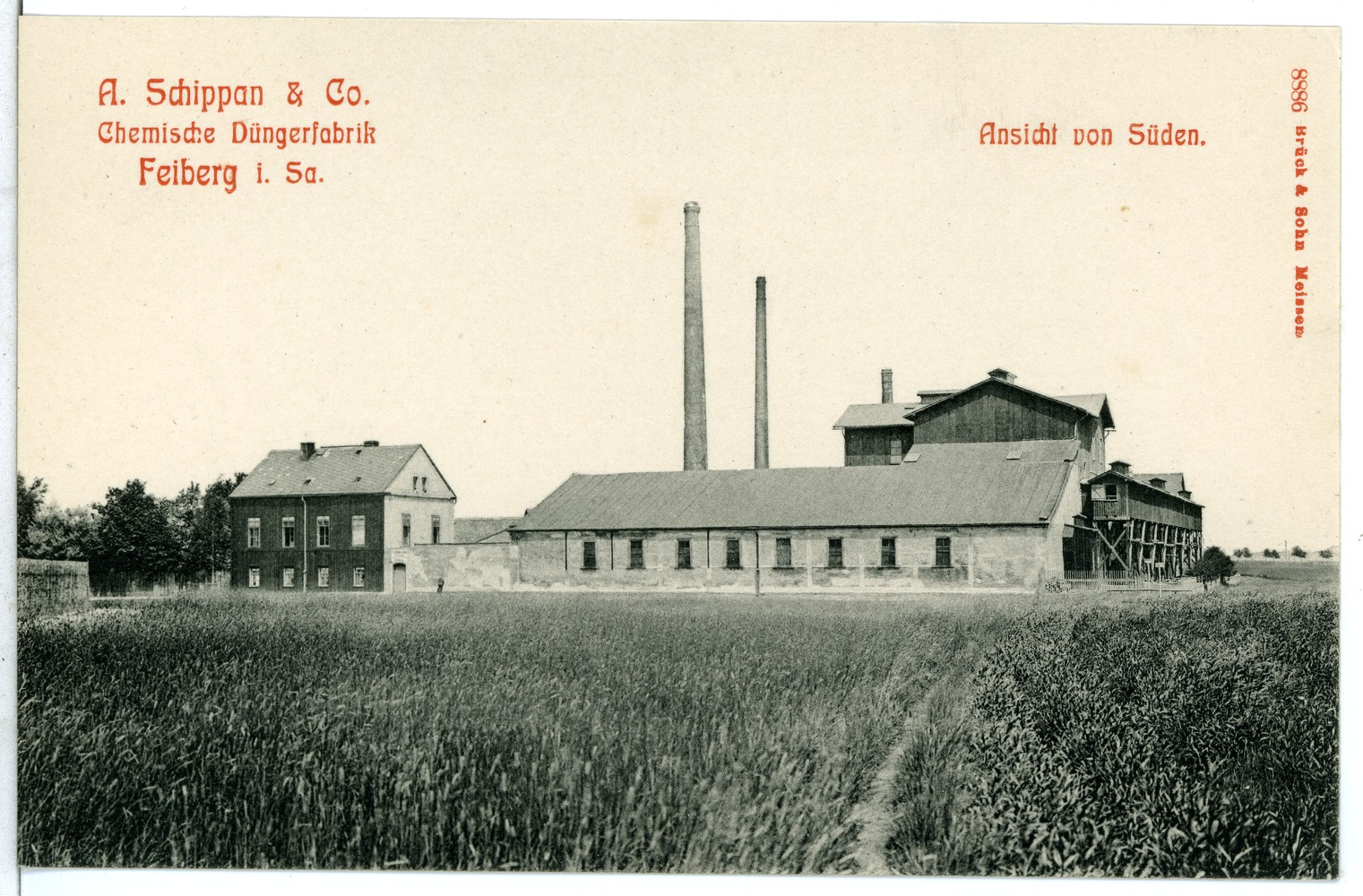
Ansichtskarte Nr. 8886 von 1907 der A. Schippan & Co in Feiberg [Sic]

## Bestand in der Deutschen Fotothek und auf Wikimedia Commons

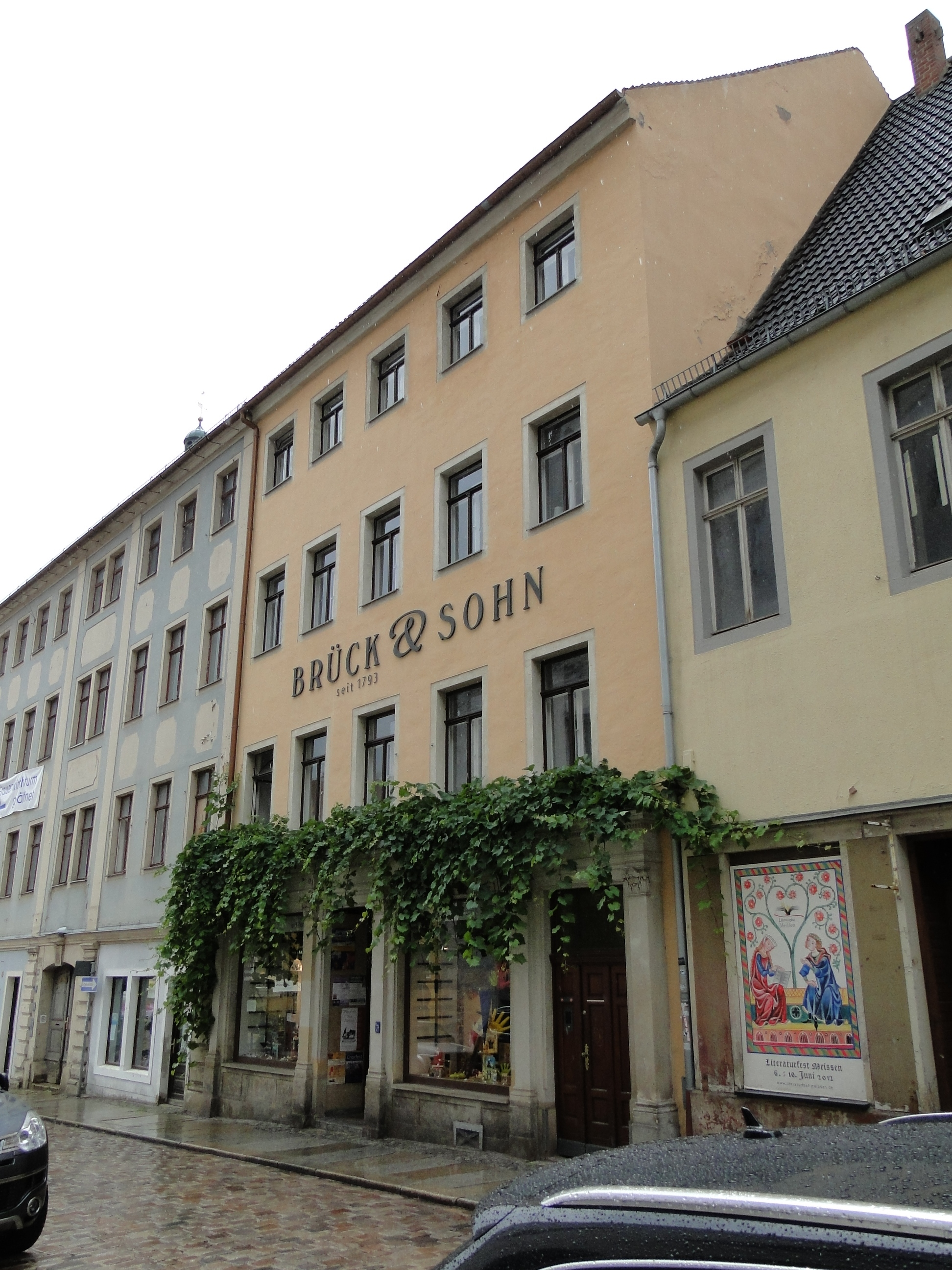
Brück & Sohn in der Meißner Burgstraße

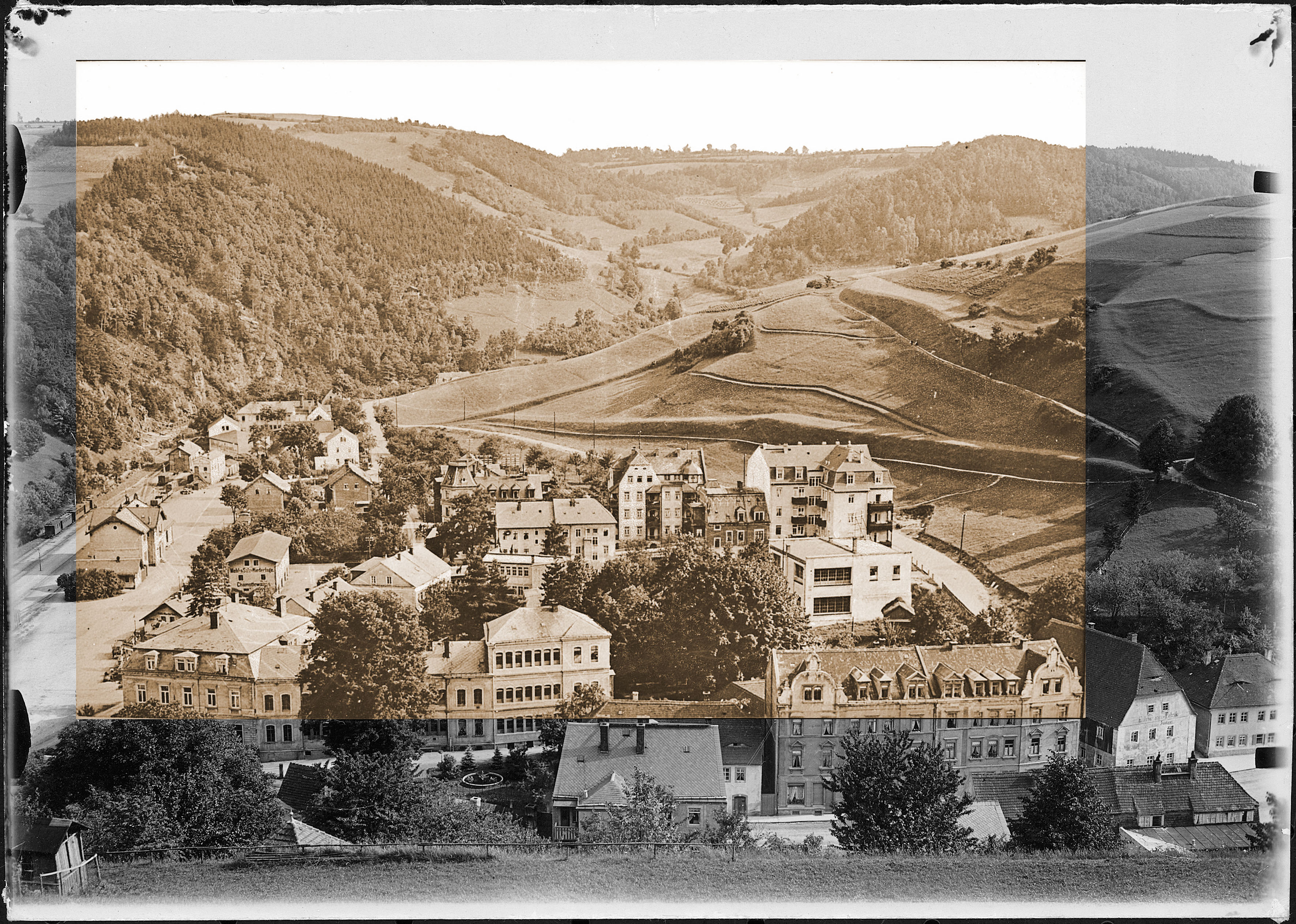
Vergleich: Gewählter Bildausschnitt der Originalaufnahme (in Privatbesitz) für Ansichtskarte Nr. 12522 (Glasnegativ des Bildausschnitts heute in der Deutschen Fotothek) .
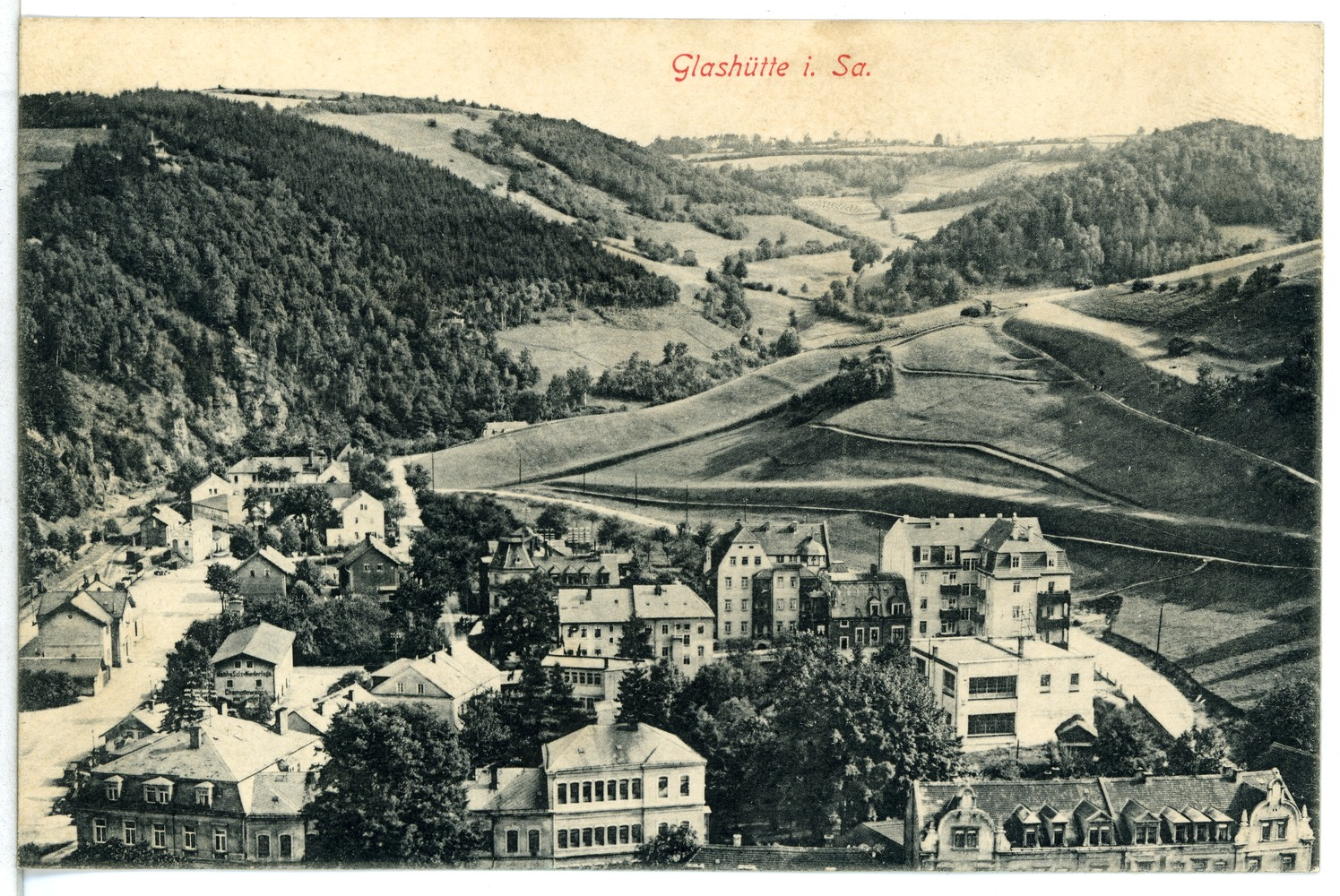
Fertige Ansichtskarte Nr. 12522 (Glashütte)

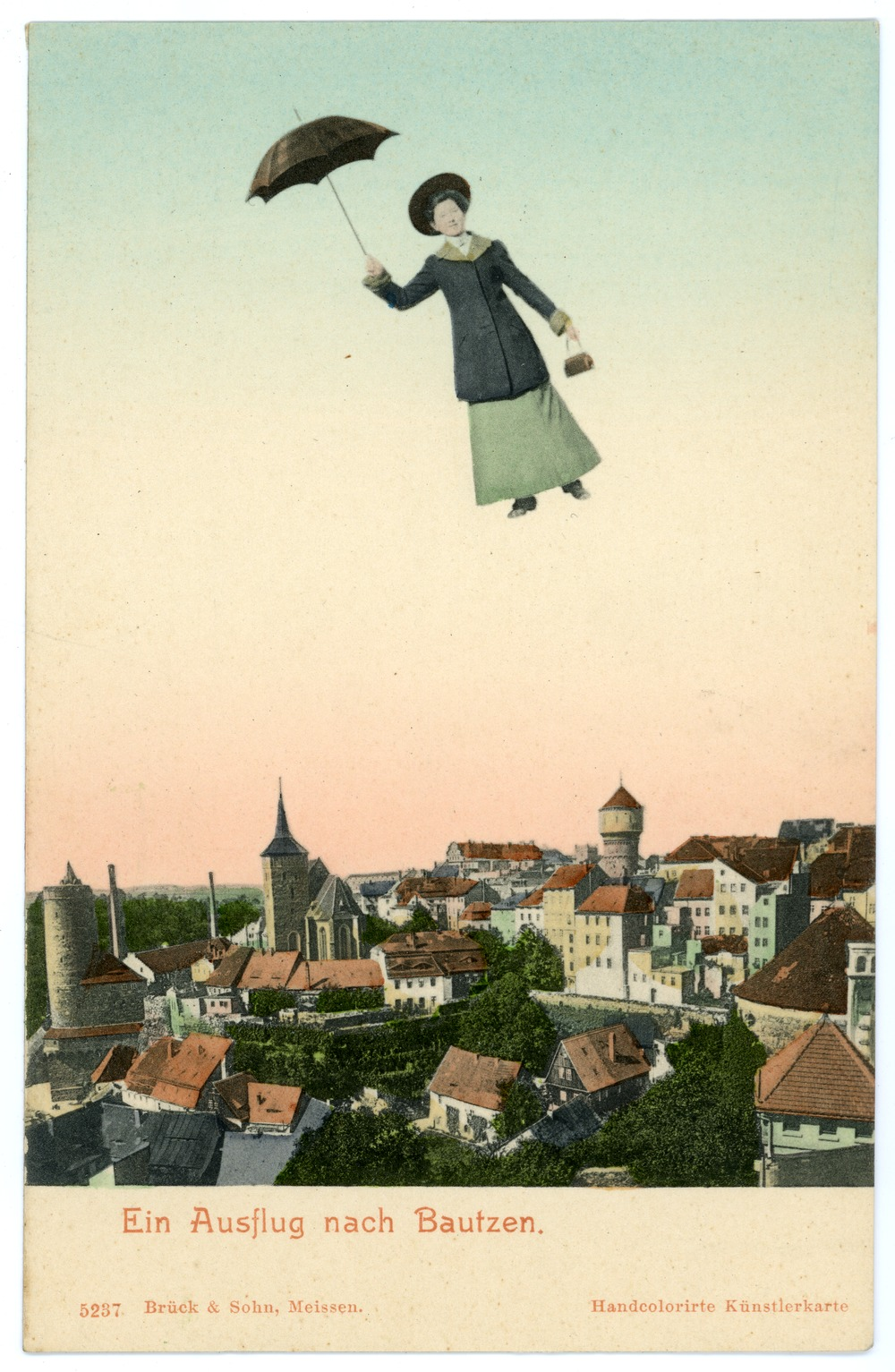
Fliegende Frau über Bautzen (1904)

Die erhaltenen rund 20.000 Glasplatten und Planfilme der Postkarten aus dem Negativbestand des Verlags aus dem Zeitraum bis 1989 wurden 2005 von der Deutschen Fotothek erworben und 2018 im Rahmen des Landesdigitalisierungsprogramms Sachsen digitalisiert. Diese Glasplatten sind allerdings nicht die originalen Negative. Sie geben den für die jeweilige Ansichtskarte gewählten Bildausschnitt der Originalaufnahme wider und wurden als Kontaktkopie vom Positiv angefertigt. Die Glasplatten selbst wurden anschließend für die Belichtung der Druckplatten verwendet.
In der Summe zeigt der Bestand mehr als 1.300 Orte aus 17 Ländern, vor allem als klassische Orts- und Landschaftsansichten, aber auch Militaria. Damit bildet der Bestand nicht nur eine einzigartige historische Quelle. In der kombinierten Präsentation von Postkarten und Negativen vermittelt er zudem mediengeschichtliche Einblicke. Im Vergleich zeigt sich die Wahl von Bildausschnitten, der Einsatz von Retuschen und Kolorierung sowie die Verwendung von Fotomontagen, etwa in Form einkopierter Zeppeline oder des offenbar beliebten Motivs der Fliegenden Frau beziehungsweise des Fliegenden Mannes.
Etwa 500 Brück & Sohn-Postkarten zeigen Ansichten von Budapest. Diese bildeten den Kern der Ausstellung „Budapest. The First Golden Age. Stereograms and Postcard Images from the Collections of Fortepan and Deutsche Fotothek (1903–1912)“, die zwischen November 2023 und April 2024 in der Ungarischen Nationalgalerie zu sehen war.
2016 stellte Brück & Sohn den Großteil seines Archivs an historischen Ansichtskarten (über 30000 Bilder, 17,4 GB Daten) aus dem Zeitraum 1897 bis 1989 der Wikipedia-Medien-Datenbank Wikimedia Commons zur Verfügung.

## Gebäude
Das viergeschossige Geschäftshaus Burgstraße 1, in der Meißner Altstadt am Markt hinter dem Rathaus gelegen, wurde im Stil des Barock als Wohnhaus erbaut. Es wurde 1822 von Karl August Brück für 8.500 Taler erworben. Im Erdgeschoss befindet sich seit einem Umbau 1893 ein Laden, der bei der nächsten Umgestaltung 1991/92 auf zwei Etagen erweitert wurde. 2014 wurde die zweite Etage des Ladens zurückgebaut und der Laden vermietet. Das Gebäude steht unter Denkmalschutz.